# Martin Luther & Thomas Münzer oder Die Einführung der Buchhaltung
Martin Luther & Thomas Münzer oder Die Einführung der Buchhaltung ist ein dramatisches Theaterstück von Dieter Forte aus dem Jahr 1970.

## Handlung
Albrecht von Brandenburg kauft sich vom Papst die Ernennung zum Erzbischof von Mainz. Dazu nimmt er bei den Fuggern einen Kredit auf, den er mittels Ablasshandel zurückzahlen will. Als Kurfürst Friedrich von Sachsen erfährt, dass der Ablassprediger Tetzel auch an seine Untertanen Ablässe verkauft, beschließt er, dies zu unterbinden – nicht aus religiösen, sondern aus fiskalischen Gründen. Er schickt seinen Geheimsekretär Georg Spalatin zu Martin Luther, der an der Friedrich unterstehenden Universität Wittenberg Theologie lehrt. Spalatin ermutigt Luther, die 95 Thesen gegen den Ablass, die er bereits verfasst hat, zu veröffentlichen. Doch die Thesen werden von der Kirche als ketzerisch erklärt, und auf dem Reichstag zu Augsburg fordert Kardinal Cajetan von Friedrich, Luther der Kirche auszuliefern. Doch dieser schützt Luther aus eigenem, finanziellem Interesse und erklärt sich für nicht zuständig. Kaiser Maximilian aber, der in Religionsangelegenheiten im Reich entscheiden könnte, stirbt kurz danach, und die Mächtigen sind mit der Frage der Nachfolge beschäftigt. Mit Hilfe von Bestechungsgeldern, die Jakob Fugger aufbringt, wird Maximilians Enkel Karl zum neuen Kaiser gewählt. Danach geht das Gerangel um Luther weiter. Er wird auf den Reichstag von Worms vorgeladen, wo er seine Thesen zunächst verteidigt. Als er aber unter Druck gesetzt erwägt, sie zu widerrufen, zwingt Friedrich ihn, standhaft zu bleiben, um seine Finanzen zu sichern. Auf dem Heimweg nach Wittenberg wird Luther von Soldaten Friedrichs auf die Wartburg entführt, um ihn zu schützen, aber auch um ihn unter Kontrolle zu halten. Dort übersetzt Luther die Bibel ins Deutsche. Seine Anhänger Karlstadt und Thomas Münzer sprechen sich währenddessen für weitgehende gesellschaftliche Veränderungen aus. So darf Luther bald darauf nach Wittenberg zurückkehren, um Karlstadts Ideen entgegenzutreten. Münzers Einfluss auf die Bevölkerung nimmt jedoch weiter zu. Er fordert die Bauern zu Aufständen auf, um die Gesellschaft durch Gewalt zu verändern. Aber die Aufstände der Bauern scheitern, das Heer der Fürsten siegt. Thomas Müntzer wird gefangen genommen und enthauptet. Am Ende des Stücks zieht die Firma Fugger Bilanz. Trotz der Wirren der Zeit hat die Firma Gewinn gemacht.

## Rezeption und Inszenierungen
Die Uraufführung des Theaterstücks, das keine klassische Akteinteilung aufweist, fand 1970 in Basel statt, nachdem es vom Düsseldorfer Schauspielhaus nicht uraufgeführt werden durfte; 1971 erschien es erstmals in Buchform. Es übt scharfe Kritik sowohl an Luther und der organisierten Religion als auch am Kapitalismus. Luther wird als bloßer Spielball der Mächtigen dargestellt, an deren Spitze weder Kaiser noch Kurfürst, sondern der Großkaufmann Jakob Fugger steht. Dieser wiederum nutzt sein Kapital gegen das von Thomas Müntzer geführte Volk.
Das Theaterstück, zu seiner Zeit ein Welterfolg, der in neun Sprachen übersetzt wurde, ist bis heute Fortes bekanntestes Werk. In Deutschland wurde es sehr kontrovers aufgenommen: Während die Linke – insbesondere die damalige Studentenbewegung – begeistert war, warfen ihm andere Geschichtsfälschung vor. Forte betonte dagegen, er habe sich eng an die historischen Quellen gehalten. Diesen Anspruch hat der Historiker Reinhart Koselleck ausdrücklich zurückgewiesen: Der Autor verfüge über keine adäquate Vorstellung, was Geschichte sein solle, und lege daher den Figuren seines Dramas „vermeintliche Folgewirkungen der deutschen Geschichte“ zur Last, wodurch „eine personalisierende Geschichte unter Absehung von den wirklichen Personen“ entstehe.
Das Stück wurde mehrfach auf deutschen Theaterbühnen aufgeführt und für das Fernsehen verfilmt. Von einer Inszenierung am Schauspiel Köln aus dem Jahr 1972, an der Götz George mitwirkte, sind einzelne Szenen für das Fernsehen aufgezeichnet worden. 1983, im Jahr des 500. Geburtstags Martin Luthers, produzierten der Südwestfunk, das Radio DRS Basel und der Sender Freies Berlin das Stück als 200 Minuten langes Hörspiel, das Eric Till anlässlich des Kinostarts des Films Luther auf CD veröffentlichte. Im Jahr 1984 zeichnete das DDR-Fernsehen Fortes Stück am Volkstheater Rostock auf, mit Uwe-Detlev Jessen als Martin Luther und Peter Radestock als Thomas Münzer. Die Theaterregie führte Hanns Anselm Perten, die Fernsehregie Michael Krull.
Auf lange Sicht konnte sich das Stück auf deutschen Bühnen nicht durchsetzen. Heutzutage wird es eher selten aufgeführt. In Augsburg wurde es anlässlich des 500. Jahrestag der Reformation von Maik Priebe am Theater Augsburg inszeniert.
Martin Luther & Thomas Münzer oder Die Einführung der Buchhaltung bildet den ersten Teil einer Trilogie des Schriftstellers Dieter Forte, die sich mit dem Verhältnis von Vernunft und Glauben beschäftigt. Zu der Trilogie gehören noch die Theaterstücke Jean Henry Dunant (1978) und Das Labyrinth der Träume (1983).